# 쥬라기 공원 2: 잃어버린 세계
《쥬라기 공원 2: 잃어버린 세계》(영어: The Lost World：Jurassic Park)는 1997년 개봉한 미국의 SF 모험 영화로, 《쥬라기 공원》의 속편이다. 스티븐 스필버그가 전편에 이어 감독을 맡았고, 데이비드 켑 각본가도 참여하였다. 전편의 조역이었던 이언 말콤 박사가 주인공으로 나서 존 해먼드의 손을 벗어난 인젠사와 맞서는 내용을 다루며, 전편 출연진 제프 골드블룸, 리처드 애튼버러에 더해 줄리앤 무어, 피트 포슬스웨이트, 빈스 본, 버네사 리 체스터, 알리스 하워드가 새로 참여하였다.
마이클 크라이튼이 쓴 《잃어버린 세계》를 바탕으로 하고 있으나, 내용은 원형을 찾기 힘들 정도로 대폭 각색되었다. 이 때문에 영화개봉 당시에는 원작팬으로부터 강한 비판을 받았다. 다만 영화는 소설기획과 동시진행으로 제작되었으며, 원작자인 크라이튼은 "나 자신도 자유롭게 쓸 테니 영화도 자유롭게 만들어도 좋다"는 취지의 발언을 했다.
전작의 평가가 높았기 때문에 많은 기대를 받았던 이 작품은 그 반동으로 인해 혹평을 듣게 되었다. 제18회 골든라즈베리 상에서는 「최악의 속편상」,「최악각본상」, 「최악의 인명경시와 공공기물파손난동상」 3부문에 지명되었다. 단 모두 수상은 면했다. 아카데미상에서는 시각효과상 후보에 올랐다.
스티븐 스필버그에게 자작 속편으로 다시 메가폰을 잡았던 작품은 현재 《인디아나 존스》 시리즈와 이 작품뿐이다.
이후 영화의 인기를 바탕으로 세가에서 동명의 건 슈팅 게임으로도 나왔다.

## 줄거리
전편에서 4년 후. 전작의 무대 이슬라누블라섬 인근의 이슬라소르나섬에 부자 가족이 휴양을 즐기고 있다. 가족의 딸 캐시가 숲을 돌아다니다가 콤프소그나투스떼를 발견하며 이야기가 시작된다.
이슬라누블라섬에서 살아 돌아온 이언 말콤 박사는 존 해먼드의 초대로 그의 저택에 찾아온다. 해먼드의 인젠사는 이제 그의 조카 러들로가 이끌고 있으며, 이슬라소르나섬에 새로운 쥬라기 공원을 건설하고 있었다. 해먼드는 러들로의 행보를 우려하여 말콤 박사에게 조사단을 꾸려 이슬라소르나섬에 가도록 부탁한다. 말콤은 거절하려 했지만, 여자친구인 세라 하딩 박사가 이미 섬에 가 있다는 이야기를 듣고 마지못해 참여한다.
이슬라소르나 조사단은 기술자인 에디, 촬영기사 닉, 그리고 몰래 따라온 말콤의 딸 켈리로 구성되었다. 섬에 도착한 조사단은 세라와 공룡들과 조우한다. 그리고 얼마 지나지 않아 러들로가 이끄는 사냥꾼 집단이 섬에 도착하여 공룡들을 사냥하고 포획하기 시작한다. 조사단은 환경운동가였던 닉의 독단으로 상처 입은 티라노사우루스의 새끼를 데려와서 치료를 하게 된다. 결국 부모 티라노의 습격을 받아 캠프는 초토화되고 에디가 사망한 끝에, 조사단은 러들로의 팀에게 구출된다. 러들로의 계획은 샌디에이고에 공룡 테마파크를 조성하는 것이었다.
러들로의 계획은 그러나 팀원이 한둘씩 공룡들에게 습격당해 죽게 되면서 어그러진다. 조사단은 벨로키랍토르떼에게 쫓기다가 닉의 구조 요청으로 섬을 탈출하고, 러들로와 사냥꾼들은 팀원을 거의 잃은 뒤 티라노 한 마리와 새끼 한 마리씩만을 마취시켜서 데리고 섬을 떠나기로 한다. 그리고 간신히 귀국한 말콤과 세라가 러들로의 계략을 알게 되고, 이를 막을 결심을 하게 된다.
시간이 흘러 러들로는 테마파크를 개장하며 티라노를 실은 배를 기다렸지만 배가 도착하고 보니 선원들은 풀려난 티라노에게 몰살된 뒤였다. 티라노는 항구에서 시내로 들어가 날뛰기 시작한다. 말콤과 세라가 뒤늦게 티라노의 새끼를 데리고 티라노를 시내에서 다시 배로 유인하고, 부모 티라노가 배에 다시 올라타자 탈출한다. 러들로는 티라노를 아까워 해 그 사이에 뛰어들었다가 두 마리에게 죽임을 당한다. 사건이 끝나고 해먼드가 방송에서 미국과 코스타리카 정부의 협약으로 이슬라소르나섬을 자연보호지로 지정하였다고 밝히며 영화가 끝난다.

## 출연
- 이안 말콤 (제프 골드블룸)

공룡조사대의 일원. 수학자(카오스이론학자). 4년 전 쥬라기 공원의 사건 당사자 중 한명.
소설판에선 자신의 이론 연구를 위해 섬을 찾지만 이번 작에선 공룡에 대한 강한 공포감을 계속 품고 있으며 섬에 가길 거부한다. 해먼드에 의해 공룡생태조사팀에 가도록 권유를 받는다. 처음엔 거부했지만 사라가 참가했다는 것을 알고 "조사대가 아닌 구조대"로서 가는 것이라고 하며 사라를 데리고 올 목적으로 다시 공룡들의 세계에 발을 내디딘다.
- 세라 하딩 (줄리앤 무어)

공룡조사대의 일원. 이안의 연인으로 고생물학자. 이안일행보다 먼저 혼자서 B구역(이슬라 소르나 섬)을 찾았다.
용감하지만 앞일을 그다지 내다보지 못하고 공룡에 대해서도 대담한 행동을 보여준다.
- 켈리 커티스 말콤 (버네사 리 체스터)

이안의 딸. 체조부 소속이며 철봉이 특기. 이안이 제지했지만 몰래 숨어서 섬에 오게 된다.
- 닉 밴 오언 (빈스 본)

공룡조사대의 일원. 카메라맨으로서 참가했지만 실제로는 러들로의 공룡포획을 방해하도록 해먼드의 사주를 받아서 고용되었다. 용감한 청년이지만 그린피스에 소속했던 경험이 있는 등 과격한 자연보호주의자. 티렉스의 아기를 트레일러로 데리고 온 일로 인해 부모의 습격을 초래하고 사냥꾼들의 캠프에 사보타주를 하여 사냥꾼들에게 괴멸적인 피해를 입히는 등 그의 행동으로 인해 쌍방 모두가 궁지에 처하게 된다.
- 에디 카 (리처드 시프)

공룡조사대의 일원. 정밀기계의 전문가. 극중에 등장하는 조사대의 차량은 그의 설계작이다. 티라노사우루스에 의해 트레일러채로 절벽에서 떨어지려하는 이안일행을 구출하는데 힘을 쏟지만 무참한 최후를 맞이하고 만다.
- 존 해먼드 (리처드 애튼버러)

인젠사의 회장. 예전에 쥬라기 공원을 건설한 실업가. 공룡의 보호와 러들로의 계획을 저지하기 위해 B구역에 조사대를 파견한다.
- 알렉스 머피 (아리애나 리처즈)
- 팀 머피 (조셉 마젤로)

해먼드의 손주, 손녀. 4년 전 쥬라기 공원의 사건 당사자들. 영화 처음부분 해먼드의 저택에서 이안과 재회한다.
- 피터 러들로 (알리스 하워드)

해먼드의 조카. 해먼드를 대신해 인젠사의 사장이 되었다. 회사를 다시 일으키기 위해 미국 본토(샌디에이고)에 쥬라기 공원 재건을 계획, 공룡사냥꾼을 고용하여 B구역을 찾는다.
- 롤런드 템보 (피트 포슬스웨이트)

러들로가 고용한 공룡사냥꾼 그룹의 대장. 사상최강의 맹수 사냥을 목적으로 사냥꾼 그룹에 와서 티라노사우루스의 수컷을 포획하는데 열정을 불사른다. 닉의 말을 빌리자면 "백경의 웨이허브 선장같은" 사람. 마지막엔 파트너 어제이를 잃은 후회로 인해 러들로와 결별한다.
- 디터 스터크 (피터 스토메어)

러들로가 고용한 공룡사냥꾼 그룹의 일원. 롤랜드가 부대장을 맡긴 우수한 인물이지만 스턴건으로 콤프소그나투스를 괴롭히는 등 냉혹한 인물.
- 로버트 버크 (토머스 더피)

러들로가 고용한 공룡사냥꾼 그룹의 일원. 고생물학자. 이름과 복장을 보면 모델은 고생물학자인 로버트 T.베커에서 따왔다.
- 어제이 시드 (허베이 제이슨)

러들로가 고용한 공룡사냥꾼 그룹의 일원. 롤랜드와는 오랜 친구사이. B구역에서는 그의 파트너로 행동한다.
- 카터

러들로가 고용한 공룡사냥꾼 그룹의 일원. 디터와 콤비를 이룬다.
- 레인저

동명의 건 슈팅 게임에 플레이어 캐릭터로 등장.

## 원작 소설과의 차이
- 소설의 주요 줄거리는 이안 말콤과 그의 친구 고생물학자 리차드 레빈이 B구역인 이슬라 소르나를 찾아내고 탐험대를 조직하여 이 "잃어버린 세계"에 가서 생물 멸종의 수수께끼를 연구하려는 동시에, 국제유전기술회사(인젠)의 경쟁사인 바이오슨생물합성회사 또한 이슬라 소르나에 사람을 파견하여 공룡 알을 훔쳐 공룡 복제 기술을 얻을 것을 도모한다. 한편, 영화의 주요 줄거리는 존 해먼드가 이슬라 소르나 섬을 보호하고자 탐험대를 조직하여 그곳에 가서 생태자료를 수집하여 공중에게 이 섬의 중요성을 증명하려고 하나, 동시에 존 해먼드의 조카 피터 러들로가 대형 대오를 파견하여 공룡을 포획하고 샌디에이고에 새로운 쥐라기 공원을 개장하려고 하는 것이다.
- 소설에 등장하는 배역은 이안 말콤, 사라 하딩, 에디 카를 제외하면 영화에서는 모두 삭제되었고, 이밖에도 여러 개의 배역이 덧붙여졌다.
- 소설의 이안 말콤은 B구역인 이슬라 소르나를 주동적으로 찾고 매우 그곳에 가고 싶어하지만, 영화에서 그는 그저 사라 하딩이 이미 이슬라 소르나에 가 있기 때문에 가려고 하는 것이지 본인은 결코 가고 싶어하지 않는다.
- 소설의 이안 말콤은 다른 사람뿐 아니라 그의 친구 사라 하딩과 리차드 레빈에게도 쥐라기 공원의 진상을 발설하지 않지만, 영화에서 그는 대중을 향해 쥐라기 공원의 진상을 폭로한다.
- 소설의 사라 하딩은 용기와 기지가 있는 여호걸로, 여러 번 위험한 처지로부터 사람들을 구하지만, 영화에서 그녀는 두려움이 없고 무모한 사람으로 묘사되며 스스로 모르는 것이 없는 여인으로 생각하여 여러 차례 사람들을 위험한 상황으로 몰아넣는다.
- 소설에서 독자적으로 이전에 이슬라 소르나를 갔던 사람은 고생물학자 리차드 레빈이고 사라 하딩은 이슬라 소르나에 도착한 마지막 사람이지만, 영화에서는 리차드 레빈이라는 배역은 삭제되었고 사라 하딩이 독자적으로 이슬라 소르나를 간 것으로 바뀌었다.
- 소설의 설비 전문가는 잭 손이고 에디 카는 단지 그의 조수이지만, 영화에서는 잭 손이라는 배역은 삭제되었고 에디 카가 설비 전문가를 맡는 것으로 바뀌었다.
- 소설의 주요 반대파는 루이스 다지슨으로 바이오슨 생물합성회사의 분해기술 부문의 책임자인데, 그는 일찍이 1편에서 많은 돈을 주고 데니스 네드리에게 공룡 수정란을 훔쳐 오게 하였다가 여기에서는 자신이 직접 이슬라 소르나에 도착하여 공룡알을 훔친다. 영화에서 그의 배역은 삭제되었고, 새로운 배역인 피터 러들로가 주요 반대파를 맡는 것으로 바뀌었다.
- 소설의 인젠은 이미 파산하였으나, 영화에서는 인젠의 신임 최고경영자 피터 러들로가 샌디에이고에 새로운 쥐라기 공원을 개장하려고 한다.

## 한국판 성우진

### SBS (2000년 11월 13일)
- 박기량 - 이안 말콤(제프 골드블룸)
- 이향숙 - 세라 하딩(줄리앤 무어)
- 최원형 - 닉 밴 오웬(빈스 본)
- 한상혁 - 롤랜드 템보(피트 포슬스웨이트)
- 이종혁 - 피터 러들로우(알리스 하워드)
- 강구한 - 에디 카(리처드 시프)
- 지미애 - 켈리(버네사 리 체스터)
- 노민 - 존 해먼드(리처드 애튼버러)
- 기경옥
- 황채린 - 캐시(커밀라 벨)
- 이봉준 - 버크(토마스 F. 더피)
- 윤기황 - 디터 스타크(피터 스토메어)
- 순동운
- 이선호 - 팀 머피(조셉 마젤로)
- 이재정
- 김태웅
- 오인성 - 지하철 남자(로스 파트리지)

### KBS (2005년 7월 16일)
- 박기량 - 이안 말콤 박사(제프 골드블룸)
- 이향숙 - 새라 하딩(줄리앤 무어)
- 노민 - 존 해먼드(리처드 애튼버러)
- 이호인 - 에디 카(리처드 시프) / 버나드(버나드 쇼) / 해먼드의 집사(이언 애버크롬비)
- 윤기황 - 피터 러들로우(알리스 하워드)
- 김관진 - 닉 밴 오웬(빈스 본)
- 정미경 - 켈리(버네사 리 체스터) / 캐시(커밀라 벨)
- 문영래 - 롤랜드 템보(피트 포슬스웨이트)
- 임성표 - 버크(토머스 F. 더피)
- 손선근 - 변호사(유진 바스 2세)
- 서윤석 - 디터 스타크(피터 스토메어) / 보먼(로빈 색스) / 지하철 남자(로스 파트리지)
- 유제상 - 카터(토마스 로잘레스 주니어)
- 최정호 - 에이제이(하비 존슨)
- 민지 - 팀 머피(조셉 마젤로) / 보먼의 아내(시드 스트릿매터)
- 송정희 - 렉스 머피(아리애나 리처즈)
- 윤세웅 - 인젠사 경호원(크리스토퍼 카소) / 헬기조종사

## 공룡
등장 순으로 나열. 몇몇은 세가에서 제작한 동명의 건 슈팅 게임에서도 등장한다.
- 콤프소그나투스

서두에서 등장한 B구역해안을 찾은 여행자가족의 어린 딸을 습격한다. (자세히는 다르지만 소설의 서두에서도 비슷한 장면이 존재한다.) 극중에선 피라냐같이 집단으로 자신보다 큰 생물을 공격하는 공룡으로 묘사되는데 실제로는 곤충을 포식했을 것이라 추정한다.
소설서는 프로콤프소그나투스이지만 영화에서는 콤프소그나투스로 바뀌었다.
- 스테고사우루스

이안 일행이 처음으로 조우한 공룡. 집단으로 행동하는 얌전한 성질의 공룡이지만 새끼를 지킬 때는 돌변하여 꼬리의 스파이크를 무기로 거친 공격을 한다.
- 파라사우롤로푸스

전작에서도 등장한 공룡. 전작에선 배경에 잠깐 비추는 정도였지만 이번 작에선 파키케팔로사우루스와 같이 볼거리 중 하나인 포획장면이 있다.
- 파키케팔로사우루스

박치기로 지프의 문짝을 날려버리는 활약을 보여주는데 극중에서처럼 실제로 돌진하여 박치기를 하였는지는 아직 학계에서도 결론을 못지었다. 전작의 딜로포사우루스와 마찬가지로 실물보다 작다.
- 갈리미무스

- 마멘치사우루스

오토바이를 탄 사냥꾼이 이 공룡의 다리사이로 지나가는 장면이 있다.
- 티라노사우루스 렉스

원작소설과 마찬가지로 수컷, 암컷, 새끼 3개체가 등장한다. 전작보다도 출현이 대폭 늘어났으며 마지막까지 이안일행을 괴롭힌다. 동명의 건 슈팅 게임에서도 보스로 등장한다.
- 트리케라톱스

- 벨로시랩터

색체가 전작의 회색에서 검은 세로줄무늬 모양이 들어간 다갈색 피부로 변경되었으며 원작에 보다 가깝게 되었다. 이번 작에서도 날카로운 발톱과 뛰어난 기동력을 무기로 인간들을 가장 많이 해친 공룡으로 나온다. 동명의 건 슈팅 게임에서도 자주 등장한다. 이번 작에서 나온 벨로시랩터는 1편에서 나온 종과 같은 '누블라 렌시스'이다.
- 프테라노돈

## 무대가 된 섬
무대가 된 곳은 소르나 섬(Isla Sorna)으로 스페인어로 "얄궃은 섬"이라는 의미이다. 이 섬은 "Las Cinco Muertes" (다섯의 죽음)이라고 불리며 C모양으로 늘어선 5개의 섬들 중 하나로 전작의 무대가 된 이슬라 누블라 섬에서 남서쪽으로 140km 떨어진 곳에 있다. "다섯의 죽음"의 섬들은 북서쪽부터 순서대로 Isla Matanceros(학살의 섬), Isla Muerta(죽음의 섬), Isla Sorna(얄궃은 섬), Isla Tacano(거짓말쟁이의 섬), Isla Pena(고통, 형벌의 섬)이다.
소르나 섬에는 관광이 아닌 공룡의 사육과 복제를 목적으로 한 연구시설이 세워져있다. 이 섬에서 사육한 공룡은 모두 누블라 섬의 새로운 어트랙션으로 운반될 예정이었는데 허리케인에 의해서 시설은 괴멸상태가 되었다. 그 때 연구원에 의해 정글로 풀려난 공룡들은 독자적인 번영을 누렸다.